# Рид, Томас Бьюкенен
Томас Бьюкенен Рид (англ. Thomas Buchanan Read, * 12 марта 1822, Корнер-Кетч, близ Даунингтауна, Пенсильвания, США — 11 мая 1872, Нью-Йорк) — американский художник, скульптор и писатель.

## Жизнь и творчество
Т. Б. Рид в десятилетнем возрасте лишился отца и, более не посещая школу, был отдан матерью в обучение к местному портному и закройщику. Будучи неудовлетворённым этим обстоятельством, Томас убегает из родных мест, оказывается в результате в Филадельфии и работает в фирме по продаже табачных изделий. В 1837 году он переезжает в своей сестре в Цинциннати и зарабатывает тем, что рисует вывески магазинов. В 1839 году юноша поступает в обучение в мастерскую скульптора Вейла Клевендера (1812—1843). Самоучкой он также занимается живописью. Берёт также уроки рисунка у Фредерика Франка. После того, как молодой художник получил известностью талантливого портретиста, его покровителем становится промышленник Николас Лангворт, который предоставляет Риду художественное ателье. В 1840 году мастер получает широкую известность, написав портрет Уильяма Генри Гаррисона, кандидата партии вигов на пост президента США и позднее ставшего 9 -м президентом Соединённых Штатов. В том же 1840 году в местной газете Cincinnati Chronicle and Times в первый раз печатается одно из стихотворений Томаса Б.Рида. В 1841 году он переезжает в Бостон. Здесь друзьями Рида становятся поэт Генри Лонгфелло и живописец Уошингтон Оллстон. Последователи национал-романтического стиля в искусстве, они оказали на Рида значительное влияние.
В 1843 году Т. Б. Рид вступает в брак с Мэри Дж. Пратт из Огайо. В семье родились две дочери. В 1843 году художник уезжает в Европу, живёт преимущественно в Италии — в Риме и во Флоренции. В 1852 году он возвращается в США. В 1853 году он снова уезжает в Европу, на этот раз вместе о своей семьёй. Сперва он несколько месяяцев летом проводит в Дюссельдорфе, где тогда обосновалась при местной художественной академии группа американских живописцев., затем перебирается вместе со всей семьёй во Флоренцию. Здесь в 1864 году он создаёт «Новый пастораль», наиболее известное написанное им стихотворное произведение. В 1855 году ово время эпидемии холеры умирают жена Рида и его дочь Лилиан. Вернувшись ненадолго в Соединённые Штаты, художник вновь приезжает в Европу и живёт в Риме, где сближается с кругом живописцев Стенфорда Гиффорда, Уильяма Хазельтайна, Уильяма Бёрда и Уортингтона Уайтриджа. С началом Гражданской войны в США в 1861 году возвращается на родину и записывается добровольцем в армию северян. Служил при штабах генералов Уоллеса и Розенкранца, дослужился до звания майора. В 1864 году он пишет на военную тему свою поэму «Sheridan’s Ride», о марше армии генерала Филиппа Шеридана, сделавшую автора знаменитым в США. Согласно сохранившейся легенде, эта поэма способствовала победе северян в битве при Седар-Крик.
После окончания войны, в 1867 году, Томас Б.Рид вместе со своей второй женой, Гварриет Батлер из Массачусетса, приезжает в Европу и живёт в Италии. В 1868 году он приезжает в Дюссельдорф и встречается со своим земляком Джоном Робинсоном Тейтом. Вернувшись в Италию, художник с женой живут в Риме, участвуют в местной культурной жизни. В 1871 году Т. Б. Рид становится жертвой дорожного несчастного случая, от которого он так и не оправился. В 1872 году он приезжает в Англию, в Ливерпуль, а оттуда морем отправляется в США. Прорстудившись ещё перед отплытием, художник во время плавания заболевает воспалением лёгких и вскоре после прибытия в Америку умирает. Похоронен в Филадельфии.

## Галерея

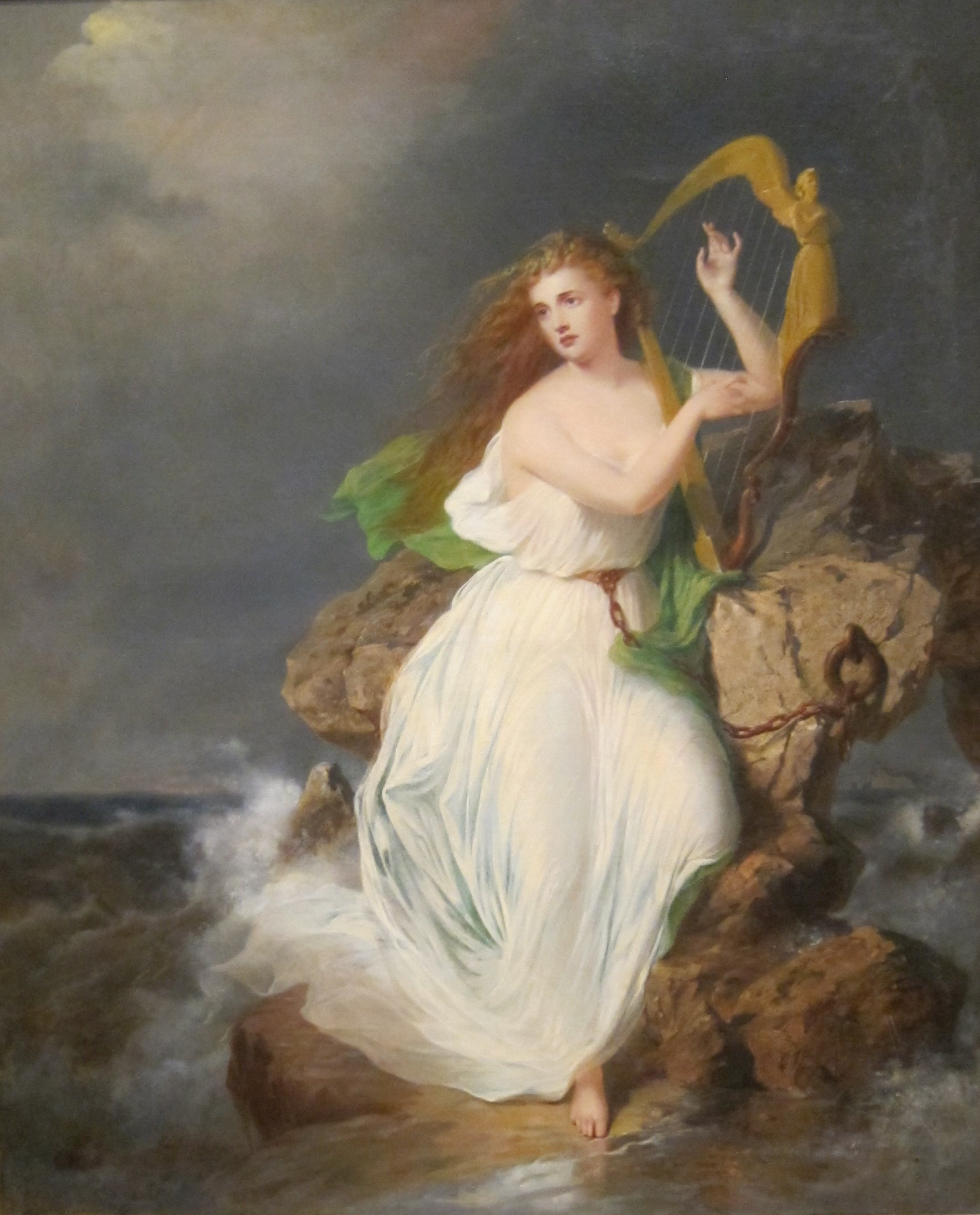
Арфа Эрин, (1867)
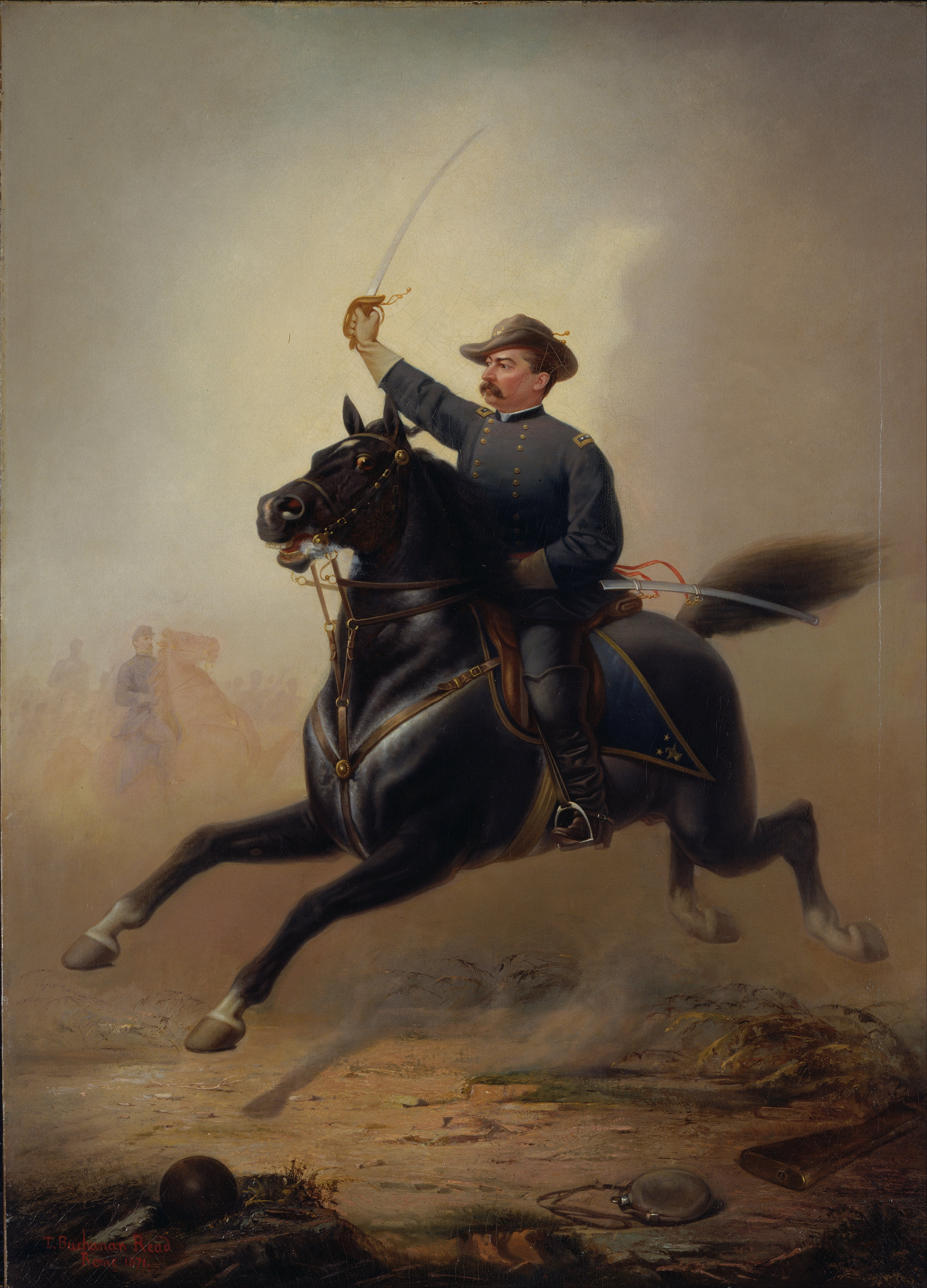
Скачка Шеридана, портрет генерала Шеридана на боевом коне, (1871)
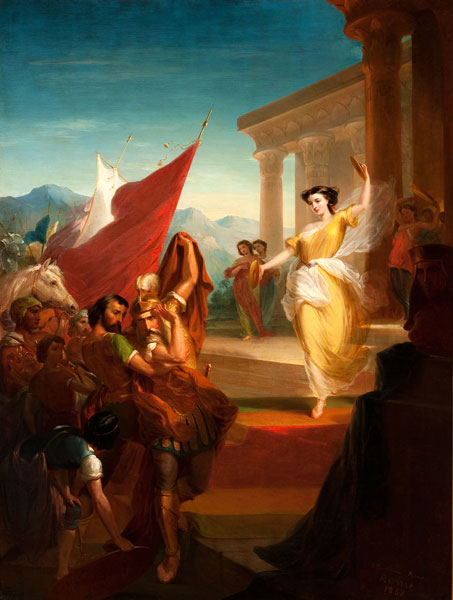
Дщерь Иевфая (1858)
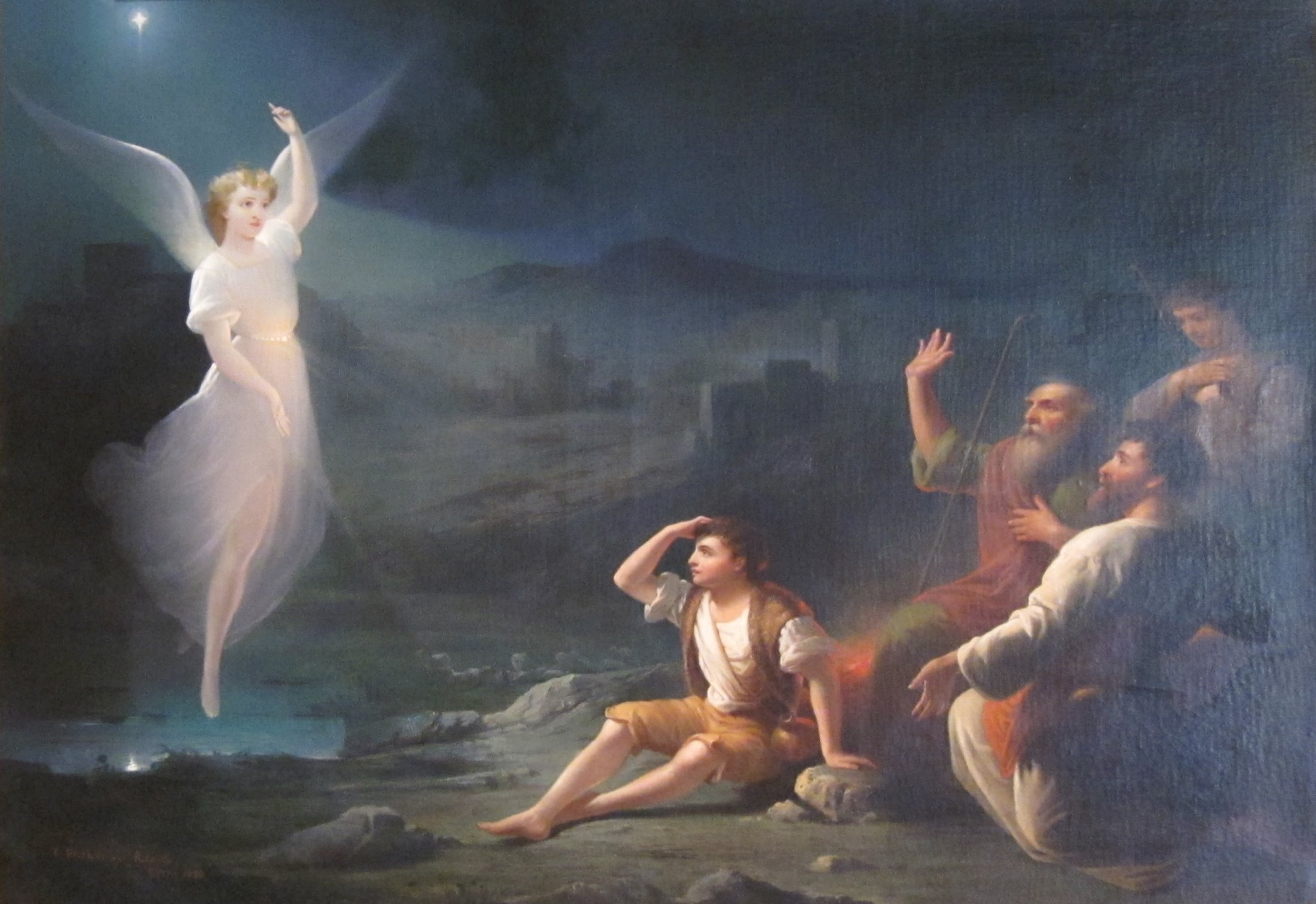
Явление ангела пастухам (1870)
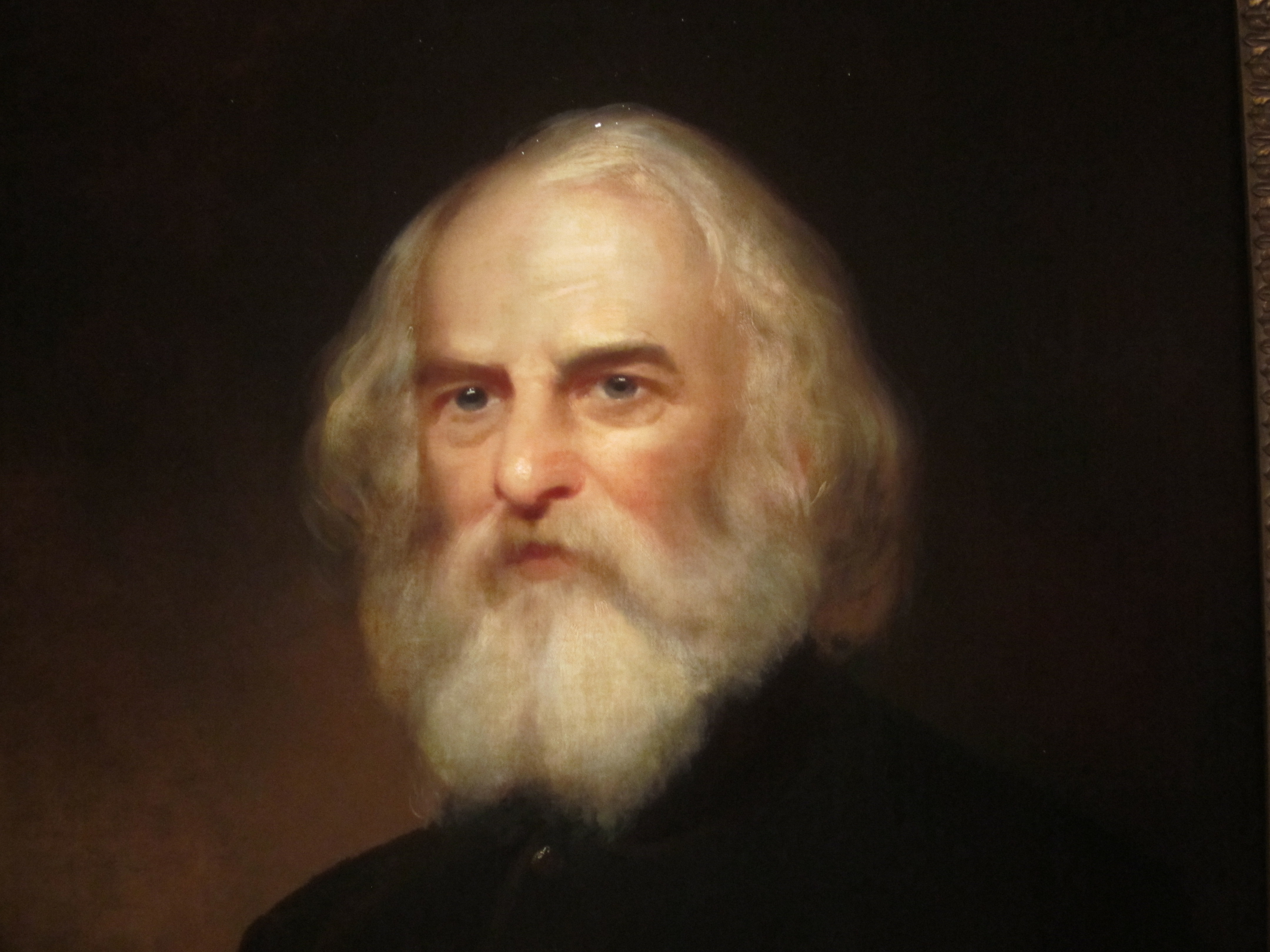
Портрет Томаса Лонгфелло
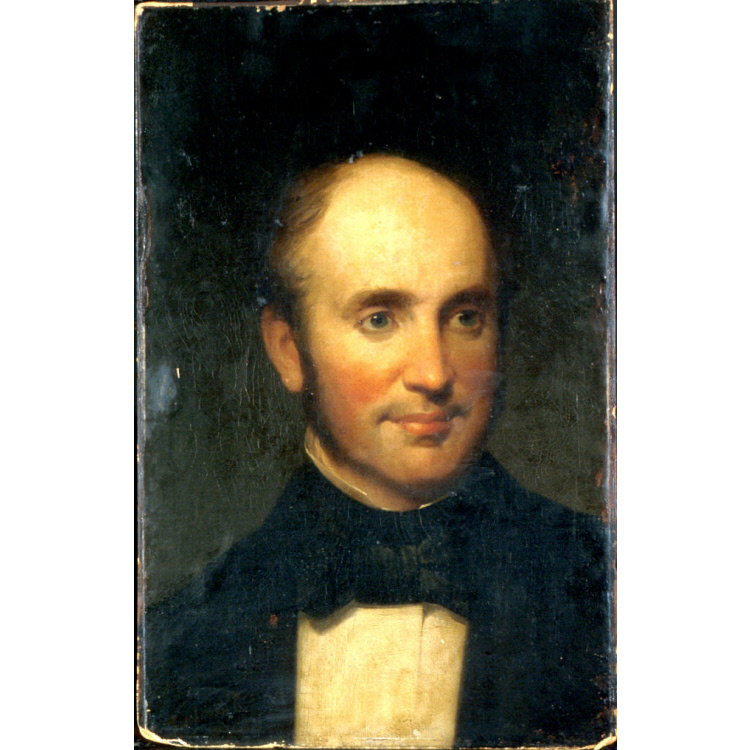
Портрет Уильяма Брайанта
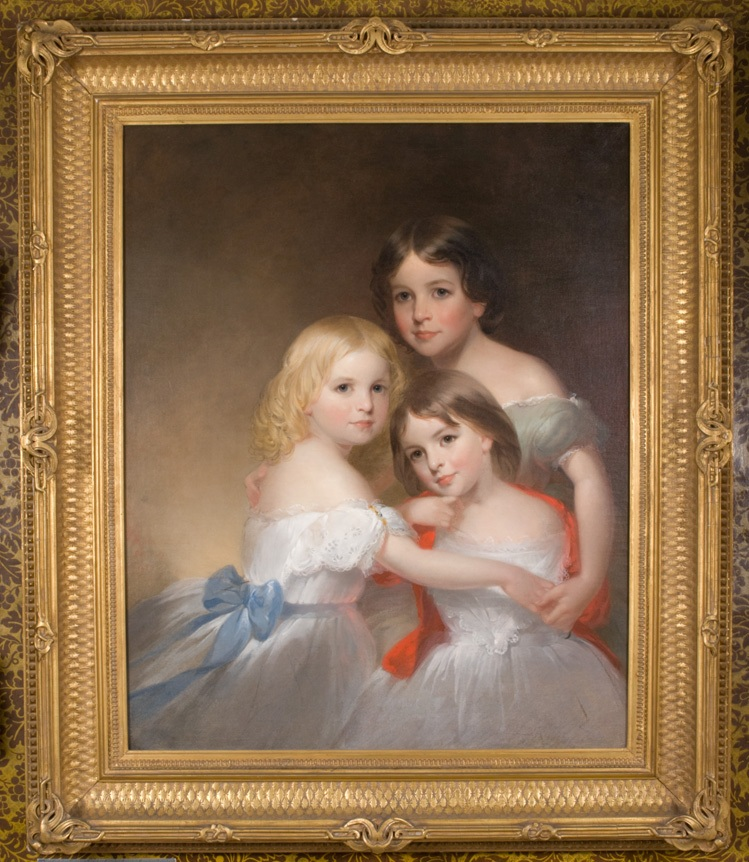
Три дочери Томаса Лонгфелло (1859)

## Избранные произведения

### Скульптура
- Бюст генерала Шеридана (1870)

### Стихотворения
- Poems, 1847
- Lays and Ballads, 1849
- Thoraren the Skald, 1850
- The New Pastoral 1855
- The House by the Sea. A Poem, 1855
- Sylvia, or, The Last Shepherd An Eclogue, and Other Poems, 1857
- The Wagoner of the Alleghenies. A Poem of the Days of Seventy-Six, 1862
- Sheridan’s Ride, 1864
- The Oath, or, Ye Freemen, How Long Will Ye Stifle, 1864
- The Defenders, 1865

### Прозаические произведения
- Paul Redding. A Tale of the Brandywine, 1845
- The Pilgrims of the Great St. Bernard, 1853

## Дополнения
- Read, Thomas Buchanan, Биография на портале pabook2.libraries.psu.edu
- Thomas Buchanan Read, Результаты аукциона на artnet.com